# Bezdetstvo
Bezdetstvo je stanje nemanja dece. Bezdetstvo može imati lični, socijalni ili politički značaj.
Bezdetstvo, koje može biti prema izboru ili okolnostima, razlikuje se od dobrovoljnog bezdetstva, koje je dobrovoljno nemanje dece, i od antinatalizma, u kome se promoviše bezdetstvo.

## Tipovi
Tipovi bezdetstva mogu se klasifikovati u nekoliko kategorija:
- prirodna sterilnost nasumično pogađa pojedince. To se može smatrati minimalnim nivoom trajne bezdetnosti koji se može uočiti u bilo kom datom društvu, a reda je od 2 procenta, u skladu sa podacima Huteritesa, grupe koja je uspostavljena kao demografski standard 1950-ih.
- socijalna sterilnost, koju se takođe može nazvati siromaštvom uzrokovano bezdetstvo, ili endogena sterilnost, opisuje situaciju siromašnih žena na čiju su plodnost uticali loši životni uslovi.
- ljudi koji su sticajem okolnosti bez dece. Ovi ljudi mogu biti bez dece jer nisu upoznali partnera sa kojim bi želeli da imaju decu, ili zato što su neuspešno pokušali da zatrudne u poodmaklom majčinom uzrastu, ili zato što pate od određenih medicinskih problema, poput endometrioze ili PCOS-a, koji otežavaju začeće.
- ljudi koji su po izboru bez dece.

Prve tri kategorije su često grupisane pod oznakom „nevolonterska bezdetnost“. Potonja kategorija se često naziva „dobrovoljno bezdetstvo“, takođe opisano kao „sloboda od dece“, a javlja se kada neko odluči da se ne reprodukuje.

## Statistike
Analiza tri gore opisane široke kategorije bezdetnosti (prirodna sterilnost, socijalna sterilnost, dobrovoljno bezdetstvo) pomaže da se razume kako se ono promenilo tokom prošlog veka u Sjedinjenim Državama.  Krajem 19. veka, nivo prihoda i obrazovanja bio je nizak. To je nivo društvene sterilnosti učinilo veoma visokim. Pored gore pomenutih uzroka, španska epidemije gripa značila je da su zaražene trudnice bile posebno podložne pobačajima. Velika depresija takođe je osiromašila ove generacije, u kojima je dobrovoljno bezdetstvo gotovo izostalo. U celini, stopa bezdetnosti za udate žene rođene između 1871. i 1915. godine varirala je između 15 i 20 procenata. Porast obrazovanja i ukupnog dohotka omogućio je narednim generacijama da pobegnu iz situacija u kojima su parovi bili „sputani“ da imaju decu, i stope bezdetstva počele su da padaju. Vremenom se priroda bezdetnosti menjala, postajući sve više i više odabrani ishod nekih obrazovanih žena. Nizak nivo bezdetnosti od 7% postignut je generacijom babi-buma. Ponovo je počeo da raste za naredne generacije, a 12 procenata žena rođenih 1964-68 ostalo je bez dece. Društveni uzroci bezdetstva sada su potpuno nestali za žene u zajednici. To, međutim, ne važi za samohrane žene, koje su obično siromašnije, za koje socijalna sterilnost i dalje postoji.
Od 2007. do 2011. stopa plodnosti u SAD-u opala je za 9%, Istraživački centar Pju izvestio je 2010. godine da je stopa nataliteta najniža u istoriji SAD-a i da je bezdetstvo poraslo među svim rasnim i etničkim grupama na oko 1 prema 5 u odnosu na 1 u 10 tokom 1970-ih. CDC je objavio statistiku u prvom tromesečju 2016. godine koja potvrđuje da je američka stopa plodnosti pala na najnižu tačku od početka vođenja evidencije 1909. godine: 59,8 rođenih na 1.000 žena, što je upola manje od 122,9 u 1957. Čak i uzimajući u obzir pad stope plodnosti, Američki popisni biro je i dalje projektovao da će se američko stanovništvo povećati sa 319 miliona (2014) na 400 miliona do 2051.
U radu predstavljenom na radnom zasedanju Ekonomske komisije Ujedinjenih nacija za Evropu 2013. godine o demografskim projekcijama, švedski statističari izvestili su da se od 2000-ih u Švedskoj smanjilo bezdetstvo, a stopa brakova povećala. Takođe je postalo uobičajenije da parovi dobiju treće dete što sugeriše da nuklearna porodica više nije u padu u Švedskoj.‍:10

## Uzroci

### Volonterski
- Lični izbor, to jest imati fizičku, mentalnu i finansijsku sposobnost da se imaju deca, ali odlučiti da ih ne bude (odnosno dobrovoljno bezdetstvo).

### Nevolonterski
- Neplodnost, nesposobnost osobe ili osoba da zatrudne, usled komplikacija povezanih sa bilo ženom ili sa muškarcem. Ovo se smatra najistaknutijim razlogom nevolonterske bezdetnosti. Biološki uzroci neplodnosti variraju, jer mnogi organi oba pola moraju pravilno da funkcioni[u da bi došlo do začeća. Neplodnost pogađa i osobe koje nisu u stanju da zatrudne u drugoj ili sledećoj trudnoći. To se naziva sekundarna neplodnost.[9]

- Akušerski ili ginekološki problemi, uključujući fizičke povrede prouzrokovane prethodnom trudnoćom

- Teškoće mentalnog zdravlja, poput oštećenja izvršnog funkcionisanja, koje sprečavaju budućeg roditelja da može pravilno da odgaja dete
- Praktične poteškoće koje uključuju osobine nečijeg okruženja:

- Efekti socijalnih, kulturnih ili pravnih normi (koje se ponekad nazivaju „socijalna neplodnost“):

- Kombinacija

- Nedostatak partnera ili partnerova pripadnost istom biološkom polu kao data osoba

sa
- Društvene ili pravne prepreke za stvaranje porodice nebiološkim putem (usvajanje ili porodično „mešanje“), npr. zabrane usvajanja od strane samaca, usvajanja istopolnih parova, brak sa partnerom istog pola koji već ima decu itd.

- Ekonomski ili socijalni pritisak da se karijera nastavi pre rađanja dece, povećavajući šanse za eventualnu neplodnost usled poodmakle starosti majke

- Nedostatak resursa dovoljnih da rađanje ili odgajanje deteta bude praktično održiva opcija:

- Nedovoljnost finansijskih sredstava u odnosu na nivo porodične i druge dostupne podrške u zajednici
- Nedostatak pristupa medicinskoj nezi (često se preklapa sa nedostatkom finansijskih sredstava)
- Nedovoljnost pristupa podržavajućem zbrinjavanju usled obaveza zbog zaposlenja ili oštećenja mentalnog zdravlja u svakodnevnom funkcionisanju (vidi gore)

- Nespremnost nečijeg partnera, ako postoji, da zatrudni ili odgaja decu (uključuje partnere koji nisu spremni da usvoje decu iako su biološki neplodni, istog biološkog pola ili fizički odsutni)
- Smrt sve već začete dece neke osobe ili pre rođenja (kao kod pobačaja i mrtvorođenih) ili nakon rođenja (kao kod smrtnosti novorođenčadi i dece), zajedno sa tim što osoba još nije imala drugu decu iz razloga koji se kreću od fizičke ili emocionalne iscrpljenosti do premašivanja u rodnog doba. Smrt novorođenčadi i dece može se dogoditi iz većeg broja razloga, obično medicinskih ili ekoloških, kao što su biološke malformacije, majčine komplikacije, nesreća ili druge povrede i bolesti. Postojanje mnogih od ovih uzroka i težina njihove štete kada su prisutni mogu se ublažiti osiguravanjem da okolina novorođenčeta ili deteta sadrži resurse koji se kreću od roditeljskih i bezbednosnih informacija do pre, peri- i postnatalne zdravstvene zaštite majke i deteta.

## Kontracepcija
Svi oblici kontracepcije vremenom su igrali ulogu u dobrovoljnoj bezdetnosti, ali pronalazak pouzdane oralne kontracepcije uveliko je doprineo promenama u društvenim idejama i normama. Dobrovoljno bezdetstvo, koje je rezultat kontracepcije, uticalo je na zdravlje žena, zakone i politike, međuljudske odnose, feministička pitanja i seksualne prakse kod odraslih i adolescenata.
Dostupnost oralne kontracepcije tokom kasnih 1900-ih bila je direktno povezana sa pokretom za ženska prava uspostavljanjem, po prvi put, masovne distribucije načina za kontrolu plodnosti. Takozvana „pilula“ pružila je ženama mogućnost donošenja različitih životnih izbora koje ranije možda nisu mogle da donesu, kao što je, na primer, nastavak karijere. To je dovelo do monumentalnih promena u trenutnim polnim i porodičnim ulogama.
Margaret Sanger, aktiviskinja 1914. godine, bila je važna ličnost tokom pokreta za reproduktivna prava. Ona je omislila termin „kontrola rađanja“ i otvorila prvu kliniku za kontrolu rađanja u SAD. Sanger je sarađivala sa mnogim drugima kako bi omogućila prvu oralnu kontracepciju, među kojima su: Gregori Pinkus, Džohn Rok, Frank Kolton i Katarine Makormik. Pilulu je odobrila FDA (Uprava za hranu i lekove) za kontracepciju 1960. godine, i iako je to bilo kontroverzno, ona je ostala najpopularniji oblik kontrole rađanja u SAD-u do 1967. godine, kada je došlo do porasta publiciteta o mogućim zdravstvenim rizicima povezanim sa pilulom; shodno tome prodaja je opala za dvadeset i četiri procenta. Godine 1988, originalna visokodozna pilula je uklonjena sa tržišta, i zamenjena tabletom sa malim dozama za koju se smatralo da ima manje rizika i ima neke zdravstvene koristi.

## Literatura
- Britt, Elizabeth C (2014). Conceiving Normalcy: Rhetoric, Law, and the Double Binds of Infertility. University of Alabama Press. ISBN 9780817357900.
- Guthrie, Gillian (2012). Childless: reflections on life's longing for itself. ISBN 978-0-9870899-7-7. Leichhardt, N.S.W.: A&A Book Publishing
- Gilbert, D.T (2007). Stumbling on Happiness. New York Vintage Books, 2007.
- Hammond, P.,;  . (2009). In vitro fertilization availability and utilization in the United States:A study of demographic social, and economic factors: 1630-1635..
- Stearns, Peter N. (2010). Childhood in world history. Milton Park, Abingdon, Oxon; New York. стр. 33. ISBN 978-0-415-59808-8.
- Lechner, L.; Bolman, C.; van Dalen, A. (1. 1. 2007). „Definite involuntary childlessness: associations between coping, social support and psychological distress”. Human Reproduction. 22 (1): 288—294. PMID 16920722. doi:10.1093/humrep/del327 .
- McCurry, Justin (6. 9. 2006). „Baby boy ends 40-year wait for heir to chrysanthemum throne”. The Guardian.
- McCurry, Justin (4. 11. 2005). „Bring back concubines, urges emperor's cousin”. The Guardian.
- Stearns, Peter N. (2009). Sexuality in world history. Milton Park, Abingdon, Oxon; New York. стр. 18. ISBN 978-0-415-77776-6.
- Toshihiko Hara (новембар 2008). „Increasing Childlessness in Germany and Japan: Toward a Childless Society?”. International Journal of Japanese Sociology. 17 (1): 42—62. doi:10.1111/j.1475-6781.2008.00110.x.
- Pacheco Palha, A., and Mario F. Lourenco. "Psychological and cross-cultural aspects of infertility and human sexuality." Sexual Dysfunction: Beyond the Brain-Body Connection. Vol. 31. Karger Publishers, 2011. 164-183.
- Irish, Joel D (2000). „The Iberomaurusian enigma: North African progenitor or dead end?.”. Journal of Human Evolution. 39 (4): 393—410.. .
- Miall, Charlene (април 1986). „The Stigma of Involuntary Childlessness”. Приступљено 2013-02-03.
- Matthews, Ralph (август 1986). „Infertility and Involuntary Childlessness: The Transition to Nonparenthood”. JSTOR 352050.